# 塩釜線
塩釜線（しおがません）は、かつて宮城県多賀城市の陸前山王駅と同県塩竈市の塩釜埠頭駅とを結んでいた、日本貨物鉄道（JR貨物）の鉄道路線。1997年（平成9年）に廃止された。
1926年に仙石線の前身である宮城電気鉄道が開業するまで、日本鉄道によって建設された塩竈線が塩竈における唯一の鉄道路線であった。その後は塩釜港の貨物需要減少のため廃止となった。

## 路線データ
廃止時点のもの
- 路線距離：陸前山王 - 塩釜埠頭間 4.9km
- 駅数：2
- 軌間：1067mm
- 電化区間：なし（全線非電化）
- 複線区間：なし（全線単線）
- 閉塞方式：通票閉そく式

## 歴史

### 建設の経緯

日本鉄道線略図。塩釜駅（初代）が掲載される。

日本鉄道は第三区線（現在の東北本線）として、福島県から宮城県への鉄道敷設に当たり野蒜築港を使って資材の輸送を行う計画を立てていたが、野蒜築港が台風で損壊し廃港に追い込まれたために、計画を変更し塩釜港を使って資材を搬入した。そのために福島県の郡山駅から、資材搬入に用いた路線を含む形で宮城県の塩釜港に至る鉄道路線が形作られることになった。郡山と仙台を結ぶこの第三区線は1887年（明治20年）12月15日に開通し、終点の塩釜港には塩竈駅（初代; 後の塩釜埠頭駅）が置かれた。
第三区線の完成後、日本鉄道は第四区線（現在の東北本線）として青森県へ向けて鉄道の敷設を続けるが、この時、仙台駅 - 塩竈駅間の中間駅である岩切駅から分岐して松島丘陵を越えるルートを採用したために、岩切駅 - 塩竈駅間は支線となった。この支線は、日本鉄道が鉄道国有法に基づいて国有化された後の1909年（明治42年）、国有鉄道線路名称に基づいて塩竈線の名が与えられた。
塩釜港は、昭和後期に仙台港へ多くの役目を譲るまで漁業や商工業の面で東北地方を支える重要な地位を占める港湾だった。また、1926年（大正15年）に現在の仙石線の前身である宮城電気鉄道が開業するまで、塩竈線が塩竈における唯一の鉄道路線だった。そのため、支線となった後も貨物輸送などの面で重要な地位を占め続けた。1933年（昭和8年）には塩竈駅から塩竈港駅まで貨物線が開業し、貞山堀に昇開式の可動橋も設置された。宮城電気鉄道は塩竈市内で2キロメートルほど塩竈線と並行して敷設されていた。

### 東北海岸線の建設
東北本線の岩切駅 - 利府駅 - 品井沼駅間には急勾配があり、長大列車の運行に補助機関車を要するなど、鉄道輸送における支障箇所になっていた。それを解消する目的で、塩竈線の陸前山王駅から分岐して品井沼駅に至る貨物専用線が戦時中の1944年（昭和19年）に開通した。この貨物線は東北本線の支線扱いで「東北海岸線」と呼ばれたが、その際に岩切駅 - 陸前山王駅間が東北本線に編入されたため、塩竈線は陸前山王駅 - 塩竈駅間の路線となった。
戦後、東北海岸線には急行列車などを中心に旅客列車が設定されるようになるが、輸送量増加に伴う東北本線の複線化に当たって、東北海岸線の方が勾配区間がない上に沿線人口も多かったことから、国鉄は「山線」と呼ばれた旧線を廃止して、東北海岸線を正式な本線に格上げすることにした。これに先立って1956年（昭和31年）、新線上に塩釜駅（二代目）と新松島駅（現在の松島駅）が設けられた。この時に、塩竈線が塩釜線に、塩釜線の塩竈駅（初代）が塩釜港駅に、塩竈港駅が塩釜埠頭駅にそれぞれ改称され、塩釜線の旅客列車は帰省臨時列車を除いて廃止された。
1965年（昭和40年）には塩釜港駅から塩釜魚市場駅への支線が開通したが、この直後、塩釜魚市場の水揚げ量は大きく減少し、この支線は開通から13年後の1978年（昭和53年）に廃止された。この支線跡地は1981年（昭和56年）の仙石線の西塩釜 - 本塩釜 - 東塩釜間移設に転用された。この時に、塩釜港駅と本塩釜駅は同一敷地内となり、下馬駅北側 - 本塩釜駅間が塩釜線との並行区間となった。なお、この移設時には塩釜線が塩竈魚市場まで再開する可能性を考慮して、西塩釜駅 - 本塩釜駅間で塩釜線が仙石線に乗り入れられる構造となっていた。
末期の塩釜線ではタンク車による石油輸送が行われていたほか、空のコンテナ列車の留置、不要になった貨車の解体などが行われていた。そしてモータリゼーション発達に伴う貨物輸送のトラックへの移行や、塩釜港の仙台港への機能移転、さらに唯一の収入源であった石油輸送の廃止により、塩釜線は収入源と需要を失い1994年（平成6年）に休止、1997年（平成9年）には廃止となった。

### 年表
- 1887年（明治20年）12月15日：日本鉄道郡山 - 仙台 - 塩竈間が開業。塩竈駅開業。
- 1888年（明治21年）10月11日：仙台 - 塩竈間に岩切駅が開業。
- 1890年（明治23年）4月16日：日本鉄道岩切 - 一ノ関間が開業し、岩切 - 塩竈間（4M23C≒6.90km）は支線となる。
- 1906年（明治39年）11月1日：日本鉄道が国有化。
- 1909年（明治42年）10月12日：国有鉄道線路名称制定。岩切 - 塩竈間が塩竈線となる。
- 1930年（昭和5年）4月1日：マイル表示からメートル表示に変更（岩切 - 塩竈間4.3M→6.9km）。
- 1933年（昭和8年）
  - 8月1日：長町 - 塩竈間でガソリンカー運転開始[9]。
  - 8月15日：多賀城前駅開業。
  - 9月25日：支線 塩竈 - 塩竈港間 (1.9km) が開業。塩竈港駅開業。
- 1944年（昭和19年）
  - 5月1日：多賀城前駅を陸前山王駅に改称。
  - 11月15日：陸前山王 - 品井沼間に東北本線の貨物迂回線（東北海岸線）が開業し、塩竃線の岩切 - 陸前山王間 (2.0km) を東北本線に編入。
- 1956年（昭和31年）
  - 6月10日：塩竈港駅を塩釜埠頭駅に改称。
  - 7月9日：塩釜線に改称。旅客営業を廃止。東北本線塩釜駅開業に伴い、塩竈駅を塩釜港駅に改称。
- 1965年（昭和40年）10月1日：支線 塩釜港 - 塩釜魚市場間 (2.1km) 開業。塩釜魚市場駅開業。同区間には鮮魚貨物列車が運行。
- 1978年（昭和53年）12月1日：支線 塩釜港 - 塩釜魚市場間 (2.1km) 廃止。
- 1981年（昭和56年）11月1日：本線に支線 塩釜港 - 塩釜埠頭間を統合し、区間表記を陸前山王 - 塩釜埠頭間とする。
- 1986年（昭和61年）10月21日：塩釜港駅を塩釜埠頭駅へ統合し廃止。
- 1987年（昭和62年）4月1日：国鉄分割民営化により、日本貨物鉄道（JR貨物）が承継。
- 1990年（平成2年）4月1日：塩釜埠頭駅が旧・塩釜港駅に移転 (-1.9km)。
- 1994年（平成6年）4月1日：塩釜港のタンク車による貨物輸送が廃止され、定期運用が消滅。
- 1997年（平成9年）4月1日：陸前山王 - 塩釜埠頭間全線廃止。

## 旅客列車運行概要
1903年12月30日改正当時（日本鉄道）
全ての列車が仙台発着。
本数：日6往復
所要時間：仙台 - 岩切間14分、岩切 - 塩竈間12分
1950年10月1日改正当時
全ての列車が東北本線に直通し、仙台駅や長町駅などを起点にしていた。
本数：日8往復（仙台発着2往復半、長町発着5往復、岩沼発着上り1本）
所要時間：陸前山王 - 塩竈間8分

## 駅一覧
括弧内は起点からの営業キロ
1997年・1990年廃止区間
陸前山王駅 (0.0) - 塩釜埠頭駅（旧・塩釜港駅）(4.9) - 塩釜埠頭駅（移転前）(6.8)
1978年廃止区間
塩釜港駅 (0.0) - 塩釜魚市場駅 (2.1)

## 接続路線
- 陸前山王駅：東北本線・仙台臨海鉄道臨海本線